# Elymus longearistatus
Elymus longearistatus là một loài thực vật có hoa trong họ Hòa thảo. Loài này được (Boiss.) Tzvelev mô tả khoa học đầu tiên năm 1972.